# 스비타비구

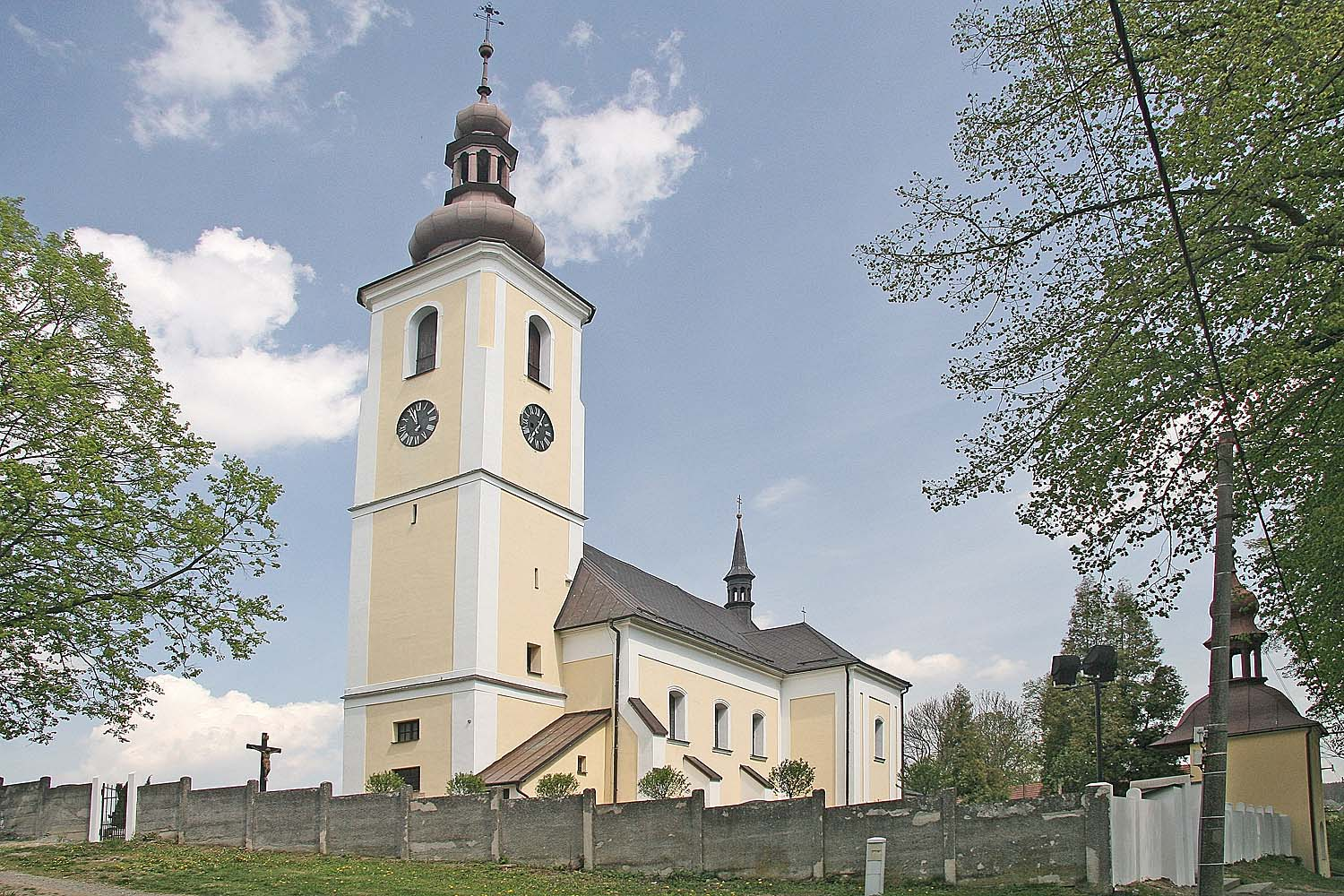
스비타비구 포메지에 위치한 성 이르지 교회

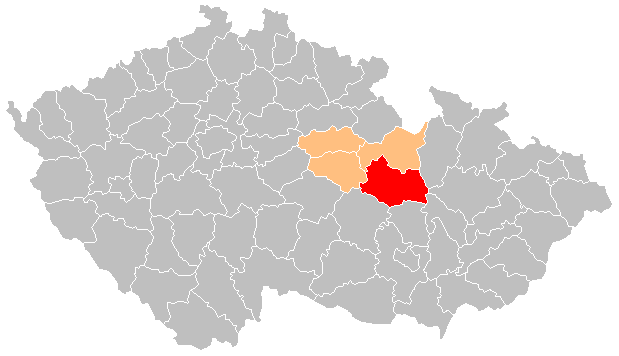
스비타비구의 위치

스비타비구(체코어: Okres Svitavy)는 체코 파르두비체주를 구성하는 4개 구 가운데 하나로 행정 중심지는 스비타비이며 면적은 1,378.56km2, 인구는 104,401명(2019년 1월 1일 기준), 인구 밀도는 76명/km2이다.
파르두비체주 동부에 위치하며 116개 지방 자치체(8개 시, 108개 마을)를 관할한다. 파르두비체주 흐루딤구, 우스티나트오를리치구, 올로모우츠주 슘페르크구, 올로모우츠구, 프로스테요프구, 남모라바주 블란스코구, 비소치나주 주댜르나트사자보우구와 접한다.